# Vaso Vasic
Vaso Vasic (Servisch: Васо Васић) (Leuggern, 26 april 1990) is een Servisch-Zwitsers voetballer die speelt als doelman en momenteel actief is bij Grasshopper Club Zürich.
Vasic voltooide een groot deel van zijn jeugdopleiding bij de Grasshoppers. In 2008 begon hij zijn professionele carrière bij FC Winterthur in de Challenge League. Na bijna vier seizoenen trok hij voor een half seizoen naar YF Juventus, dat in de toenmalige 1. Liga speelde. In het daaropvolgende seizoen kwam hij uit voor reeksgenoot FC Schaffhausen, waarmee hij tijdens zijn eerste seizoen bij de club de promotie wist af te dwingen naar de Challenge League. In juli 2014 tekende hij opnieuw een contract bij Super League-club Grasshoppers, waar hij tot op heden nog steeds actief is.
Dankzij zijn dubbele nationaliteit speelde Vasic in 2011 5 wedstrijden voor het Servisch voetbalelftal onder 21.